# تود
تود (بالإنجليزية: Toad‎؛ باليابانية: キノピオ‎، ‏كينوبو) هو شخصية خيالية تظهر في سلسلة ألعاب نينتندو ماريو، صممت من قبل مصمم ألعاب الفيديو الياباني شيغيرو مياموتو في سنة 1985، تود هو مواطن من مملكة الفطر والتي تنتمي إليها الأميرة بيتش ويلبس قبعة فطر على رأسه، وعادة ما تساعد هذه الشخصية ماريو وأصدقائه، مع أنه عادةً يكون شخصية غير قابلة للعب، لكن في بعض الألعاب يمكن اللعب به ويكون بطل اللعبة فيها، مثل لعبة سوبر ماريو برذرز 2 في سنة 1987 و واريوز وودز في سنة 1994 و سوبر ماريو 3دي ورلد في 2013 و كابتن تود: تريجر تراكر في سنة 2014.

## وصلات خارجية
- تود على قاعدة بيانات الأفلام على الإنترنت
- تود في ماريو ويكي